# Plecoptera ferrilineata
Plecoptera ferrilineata là một loài bướm đêm trong họ Erebidae.